# Миронов, Юрий Прокопьевич
Юрий Прокопьевич Миронов (род. 24 января 1932 года, Москва) — российский инженер, деятель промышленности, генеральный директор Московского производственного объединения «Рубин».

## Биография
Родился 24 января 1932 года в г. Москве.
В 1954 году окончил Московский энергетический институт. С 1954 по 1963 гг. Ю. П. Миронов мастер, заместитель начальника цеха, старший инженер СКБ, начальник цеха, заместитель главного инженера завода № 597 Министерства радиотехнической промышленности СССР.
С 1963 года — директор Московского телевизионного завода.
С 1971 года — Генеральный директор Московского производственного объединения «Рубин». Под непосредственным руководством Миронова Ю. П..
В 1967 году впервые разработаны и внедрены в производство в Москве, первыми с стране, телевизионные приемники цветного изображения. Была проведена коренная реконструкция завода (МПО Рубин), что позволило перейти на массовый выпуск телевизоров (каждая третья московская семья имела телевизор марки «Рубин»).
С 1974 по 1989 годы Миронов Ю. П. — начальник 4-го Главного управления Министерства промышленности средств связи СССР, член коллегии. Принимал активное участие в работах по обеспечению оборудованием Московского телевизионного центра в Останкино с целью обеспечения цветного телевизионного вещания в Москве и стране.
С 1990 по 1991 годы — начальник Главного управления развития науки и производства средств телевидения, радиовещания и товаров народного потребления Министерства связи СССР.
С 1991 по 1994 годы — директор по организации и развитию производства радиосвязи, телевидения и бытовой аппаратуры концерна «Телеком».